# Allomengea scopigera
Allomengea scopigera là một loài nhện trong họ Linyphiidae. Chúng được Grube miêu tả năm 1859.